# NGC 3311
NGC 3311 es una galaxia elíptica supergigante (una galaxia de tipo cD ) ubicada a unos 190 millones de años luz de distancia en la constelación de Hidra.
La galaxia fue descubierta por el astrónomo John Herschel el 30 de marzo de 1835. Esta galaxia es el miembro más brillante del cúmulo de Hydra y forma un par con NGC 3309 que, juntos, dominan la región central del cúmulo de Hidra.
NGC 3311 está rodeado por un rico y sistema de cúmulo globular extenso rivalizando con Messier 87 en el cúmulo de Virgo.

## Características físicas
La región central de NGC 3311 está ocultado por una nube de polvo con un diámetro estimado de 1,700 años luz. Tiene una estructura amorfa y compleja, su medida pequeña y la morfología perturbada sugiere que fue originada de una fusión con otra galaxia que ocurrió hace 10 millones de años. Otros escenarios para el origen de la nube de polvo es por un flujo de enfriamiento del viento galáctico.
La masa estimada total de la nube de polvo es de 4,600 masas solares (4.6×104 M☉).

### Exterior del halo
El halo exterior de NGC 3311 parece haberse formado a partir de la acumulación y fusiones de galaxias satélite masivas en las proximidades de la misma. El halo está formado por estrellas intergalácticas y una parte dominante de estas estrellas proviene de las afueras de las brillantes galaxias tempranas y el resto se origina en galaxias enanas. Sin embargo, la acumulación de su halo extendido aún está en curso debido a la caída de un grupo de 14 galaxias enanas, incluidas las galaxias HCC 026 y HCC 007, que actualmente se disputan por las mareas y agregan sus estrellas al halo exterior. En contraste, la galaxia interior se formó a partir de la fusión de  cúmulos ricos en gas que recuerdan la primera fase de formación de las galaxias.

#### Poblaciones estelares
Las estrellas en la región central de NGC 3311 y en el halo son muy antiguas, con edades superiores a 10 gigaaños. Sin embargo, las estrellas en la galaxia central tienen una metalicidad más alta que las que se encuentran en el halo, lo que sugiere que las estrellas centrales se formaron en un período rápido pero corto de formación estelar que ocurrió a través de un colapso disipativo rico en gas mientras las estrellas en halo se crearon con una formación estelar más extendida.

## Agujero negro supermasivo
NGC 3311 alberga un agujero negro supermasivo con una masa estimada de 126 millones de masas solares ( 1.26 × 108 M☉).

## Grupos globulares
NGC 3311 tiene uno de los sistemas de grupo globulares más grandes sabidos en el universo local. Con una población estimada de aproximadamente 16,500 ± 2,000 grupos globulares, NGC 3311 rivaliza con el sistema de grupo globulares que  Messier 87 es, el cual tiene aproximadamente 13,000 grupos globulares. NGC 3309, otro cercano gigante elíptico tiene un número inusualmente bajo de grupos globulares.

Un análisis de 1995 utilizando la fotometría de Washington del Observatorio Interamericano Cerro Tololo concluyó que NGC 3311 tenía el sistema de cúmulos globulares más rico en metales conocido, con una ausencia total de poblaciones de cúmulos globulares pobres en metales y de metalicidad intermedia. Sin embargo, se determinó que el sistema de cúmulos globulares muestra una distribución de color bimodal con igual número de cúmulos ricos en metales y pobres en metales.

### Galaxias enanas
Se ha detectado una gran población de aproximadamente 50 galaxias enanas en el cúmulo Hidra, y la mayoría de ellas están asociadas dinámicamente al NGC 3311. Parece que las galaxias enanas, especialmente las más brillantes y masivas como HUCD1 con una masa de 5 ×107  son los núcleos remanentes de galaxias enanas cuyas envolturas estelares fueron despojadas durante una interacción con otra galaxia o el propio cúmulo.